# Doon (rivière)
Pour les articles homonymes, voir Doon.
La rivière Doon  (en anglais : Doon River) est un cours d’eau de la région du  Southland dans l’Île du Sud de la Nouvelle-Zélande.

## Géographie
Elle prend naissance près du Mont Donald et s’écoule vers le sud-est dans le bras sud-est du lac Te Anau ,.
La rivière fut explorée par Quintin McPherson McKinnon (en) et G. Tucker en 1887.
En 2002, la pluviométrie au niveau de la rivière Doon fut de 8719 mm, la plus haute cette année-là dans toute la Nouvelle-Zélande ayant un enregistrement régulier des chutes de pluie.